# Доброхотов Ярослав Михайлович
Ярослав Михайлович Доброхотов (нар. 1 листопада 2000, Стаханов, Луганська область, Україна) — український футболіст, захисник.

## Життєпис
Вихованець молодіжної академії донецького «Шахтаря». У 2017 році виступав за херсонський «Кристал» у обласному чемпіонаті та аматорському чемпіонаті України. У чемпіонаті України зіграв 8 матчів (1 гол), ще 3 поєдинки (1 гол) провів у аматорському кубку України.
У 2018 році перейшов до юніорської (U-19) команди ФК «Маріуполь», в якій провів другу половину сезону 2017/18. Наступного сезону почав залучатися до матчів молодіжної команди, за яку дебютував 6 грудня 2018 року в програному (1:2) домашньому поєдинку 18-го туру чемпіонату України проти донецького «Шахтаря». Ярослав вийшов на поле в стартовому складі та відіграв увесь матч. У сезоні 2019/20 виступав виключно за молодіжну команду «азовців». Вперше до заявки першої команди потрапив 22 серпня 2020 року, на програний (1:4) виїзний поєдинок 1-го туру Прем'єр-ліги проти «Олександрії». У футболці ФК «Маріуполь» дебютував 20 листопада 2020 року в нічийному (0:0) виїзного поєдинку 10-го туру проти львівського «Руху». Яровслав вийшов на поле на 75-й хвилині, замінивши В'ячеслава Танковського.